# Vilosnes-Haraumont
Vilosnes-Haraumont est une commune française située dans le département de la Meuse, en région Grand Est.

## Géographie

### Communes limitrophes
L'ancien territoire des deux communes (Vilosnes et Haraumont) réunies en 1972 est séparé par Sivry-sur-Meuse.
À l'ouest, l'ancienne commune de Vilosnes est délimitée par:
- Au nord, Liny devant Dun et Fontaine Saint Clair
- À l'est, Sivry sur Meuse
- Au sud, Dannevoux
- À l'ouest Brieulles sur Meuse

À l'est, l'ancienne commune de Haraumont est délimitée par:
- Au nord Fontaine Saint Clair
- À l'est Bréhéville et Ecurey en Verdunois
- Au sud Réville aux Bois et Sivry sur Meuse
- À l'ouest, Sivry sur Meuse

| Liny-devant-Dun     | Fontaines-Saint-Clair | Bréhéville          |
| Brieulles-sur-Meuse | Vilosnes-Haraumont    | Écurey-en-Verdunois |
|                     | Dannevoux             | Réville-aux-Bois    |

### Hydrographie
La commune est dans le bassin versant de la Meuse au sein du bassin Rhin-Meuse. Elle est drainée par la Meuse, le canal de l'Est Branche-Nord et le ruisseau de Domfontaine,.
La Meuse, d'une longueur de 486 km dans sa partie française, est un fleuve européen qui prend sa source en France, dans la commune du Châtelet-sur-Meuse, à 409 mètres d'altitude, et se jette dans la mer du Nord après un cours long d'approximativement 950 kilomètres traversant la France, la Belgique et les Pays-Bas. 
Le canal de l'Est Branche-Nord, d'une longueur de 141 km, est un chenal et un cours d'eau naturel navigable qui relie Givet à Troussey, où il rejoint le canal de la Marne au Rhin. 

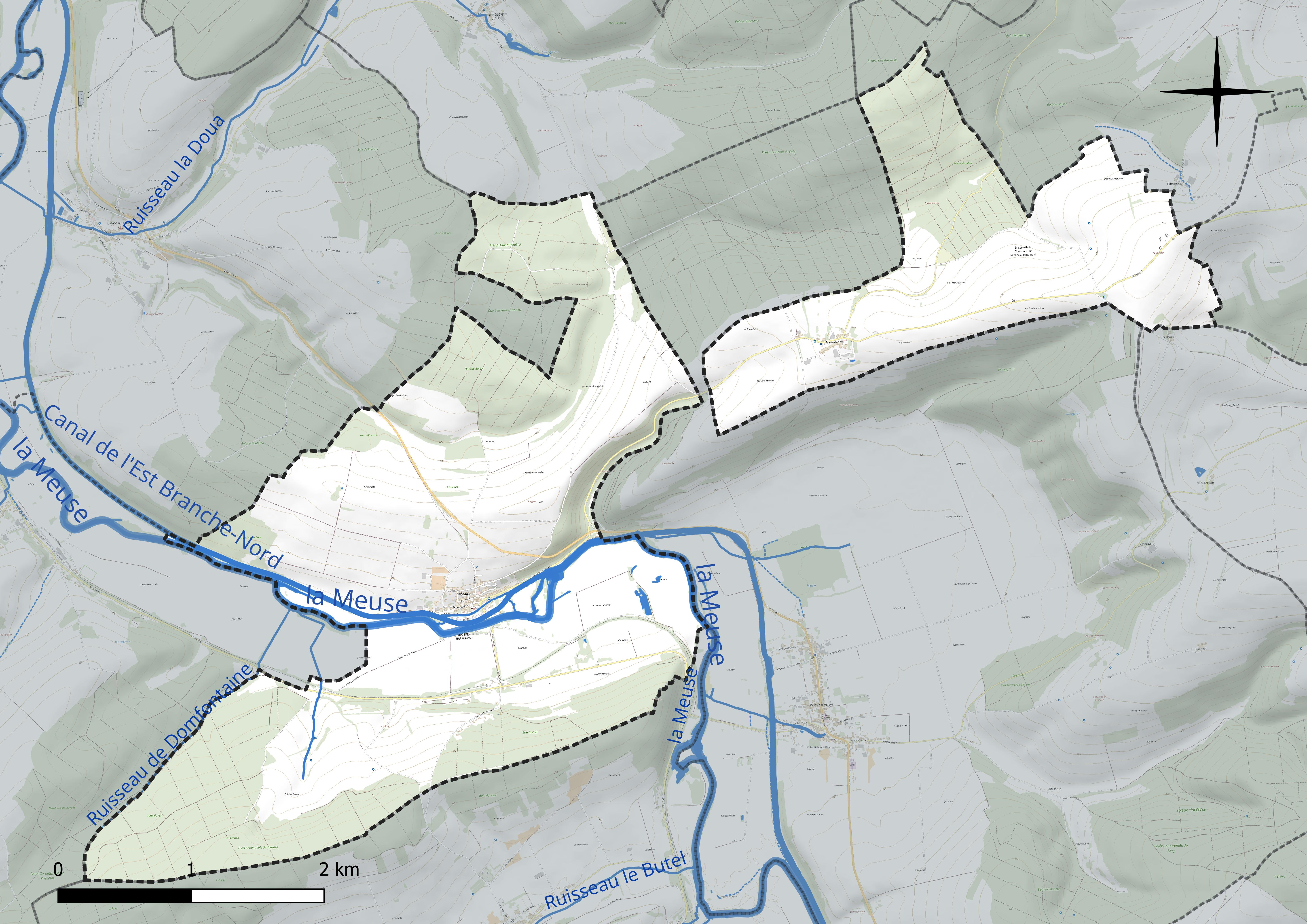
Réseau hydrographique de Vilosnes-Haraumont.

### Climat
Pour des articles plus généraux, voir Climat du Grand Est et Climat de la Meuse.
En 2010, le climat de la commune est de type climat de montagne, selon une étude du Centre national de la recherche scientifique s'appuyant sur une série de données couvrant la période 1971-2000. En 2020, Météo-France publie une typologie des climats de la France métropolitaine dans laquelle la commune est exposée à un climat océanique altéré et est dans la région climatique  Lorraine, plateau de Langres, Morvan, caractérisée par un hiver rude (1,5 °C), des vents modérés et des brouillards fréquents en automne et hiver. 
Pour la période 1971-2000, la température annuelle moyenne est de 9,4 °C, avec une amplitude thermique annuelle de 15,8 °C. Le cumul annuel moyen de précipitations est de 958 mm, avec 14,4 jours de précipitations en janvier et 9,6 jours en juillet. Pour la période 1991-2020, la température moyenne annuelle observée sur la station météorologique de Météo-France la plus proche, « Septsarges », sur la commune de Septsarges à 7 km à vol d'oiseau, est de 10,3 °C et le cumul annuel moyen de précipitations est de 942,8 mm. 
La température maximale relevée sur cette station est de 39,9 °C, atteinte le 25 juillet 2019 ; la température minimale est de −15,7 °C, atteinte le 1er janvier 1997,,. 
Les paramètres climatiques de la commune ont été estimés pour le milieu du siècle (2041-2070) selon différents scénarios d'émission de gaz à effet de serre à partir des nouvelles projections climatiques de référence DRIAS-2020. Ils sont consultables sur un site dédié publié par Météo-France en novembre 2022.

## Urbanisme

### Typologie
Au 1er janvier 2024, Vilosnes-Haraumont est catégorisée commune rurale à habitat dispersé, selon la nouvelle grille communale de densité à sept niveaux définie par l'Insee en 2022.
Elle est située hors unité urbaine et hors attraction des villes,.

### Occupation des sols
L'occupation des sols de la commune, telle qu'elle ressort de la base de données européenne d’occupation biophysique des sols Corine Land Cover (CLC), est marquée par l'importance des territoires agricoles (61,7 % en 2018), une proportion identique à celle de 1990 (61,7 %). La répartition détaillée en 2018 est la suivante : 
terres arables (43 %), forêts (36,1 %), prairies (16,9 %), zones agricoles hétérogènes (1,8 %), zones urbanisées (1,6 %), milieux à végétation arbustive et/ou herbacée (0,6 %). L'évolution de l’occupation des sols de la commune et de ses infrastructures peut être observée sur les différentes représentations cartographiques du territoire : la carte de Cassini (XVIIIe siècle), la carte d'état-major (1820-1866) et les cartes ou photos aériennes de l'IGN pour la période actuelle (1950 à aujourd'hui).

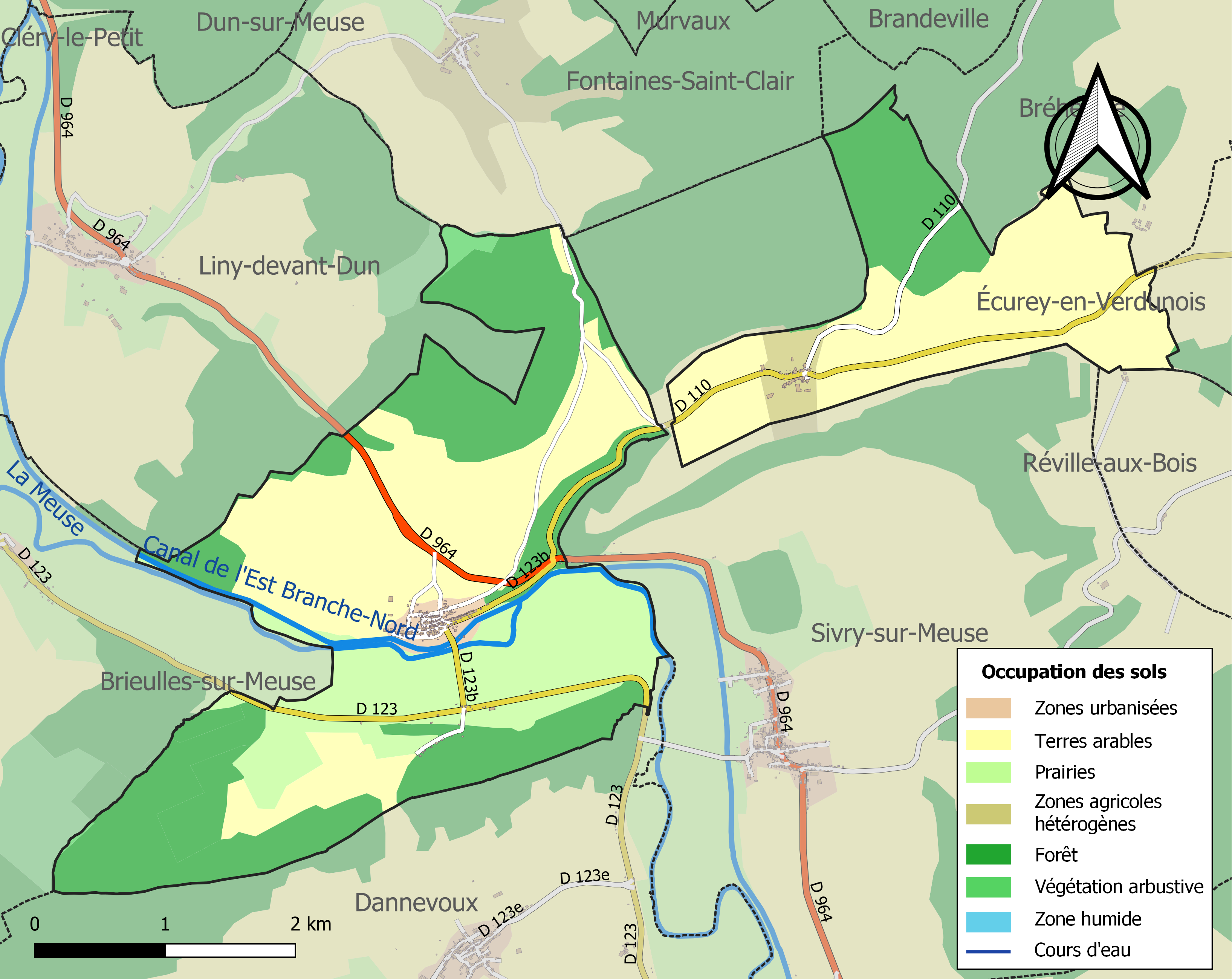
Carte des infrastructures et de l'occupation des sols de la commune en 2018 (CLC).

## Toponymie
Vilosnes est attesté sous les formes Villaimes, Villonnes (1231) ; Villennes (1238) ; Vilonne-sur-Meuse (1564) ; Villosne (1571) ; Villaisnes (XVIIe siècle) ; Villonne (1656) ; Villone, Villa-Alma (1638).

Pluriel du bas latin de l'adjectif féminin villana ( terra ) « terre tenue par un villanus , un paysan libre, domaine non noble ».
Par arrêté préfectoral du 20.12.1972 , la commune de Haraumont est réunie à Vilosnes.

Haraumont est attesté sous les formes Haraldi-Mons (1049) ; Araldimons (1127) ; Haramont (1231) ; Haraulmont (1601) ; Haraumons (1738).

## Histoire
Le 1er janvier 1973, Vilosnes devient Vilosnes-Haraumont à la suite de sa fusion-association avec Haraumont.

## Politique et administration
| Période                                  | Période   | Identité       | Étiquette | Qualité |
| ---------------------------------------- | --------- | -------------- | --------- | ------- |
| Les données manquantes sont à compléter. |           |                |           |         |
| mars 2001                                | mars 2008 | André Petit    | DVD       |         |
| mars 2008                                | En cours  | Gérard Vaudois |           |         |

## Population et société

### Démographie
L'évolution du nombre d'habitants est connue à travers les recensements de la population effectués dans la commune depuis 1793. Pour les communes de moins de 10 000 habitants, une enquête de recensement portant sur toute la population est réalisée tous les cinq ans, les populations de référence des années intermédiaires étant quant à elles estimées par interpolation ou extrapolation. Pour la commune, le premier recensement exhaustif entrant dans le cadre du nouveau dispositif a été réalisé en 2006.

En 2022, la commune comptait 254 habitants, en évolution de +16,51 % par rapport à 2016 (Meuse : −4,4 %, France hors Mayotte : +2,11 %).
| 1793 | 1800 | 1806 | 1821 | 1831 | 1836 | 1841 | 1846 | 1851 |
| ---- | ---- | ---- | ---- | ---- | ---- | ---- | ---- | ---- |
| 441  | 502  | 574  | 582  | 627  | 637  | 675  | 628  | 590  |

| 1856 | 1861 | 1866 | 1872 | 1876 | 1881 | 1886 | 1891 | 1896 |
| ---- | ---- | ---- | ---- | ---- | ---- | ---- | ---- | ---- |
| 532  | 525  | 505  | 481  | 488  | 464  | 457  | 444  | 417  |

| 1901 | 1906 | 1911 | 1921 | 1926 | 1931 | 1936 | 1946 | 1954 |
| ---- | ---- | ---- | ---- | ---- | ---- | ---- | ---- | ---- |
| 377  | 363  | 334  | 410  | 349  | 341  | 305  | 226  | 264  |

| 1962 | 1968 | 1975 | 1982 | 1990 | 1999 | 2006 | 2011 | 2016 |
| ---- | ---- | ---- | ---- | ---- | ---- | ---- | ---- | ---- |
| 260  | 271  | 257  | 235  | 231  | 212  | 202  | 208  | 218  |

| 2021 | 2022 | - | - | - | - | - | - | - |
| ---- | ---- | - | - | - | - | - | - | - |
| 245  | 254  | - | - | - | - | - | - | - |

## Culture locale et patrimoine

### Lieux et monuments

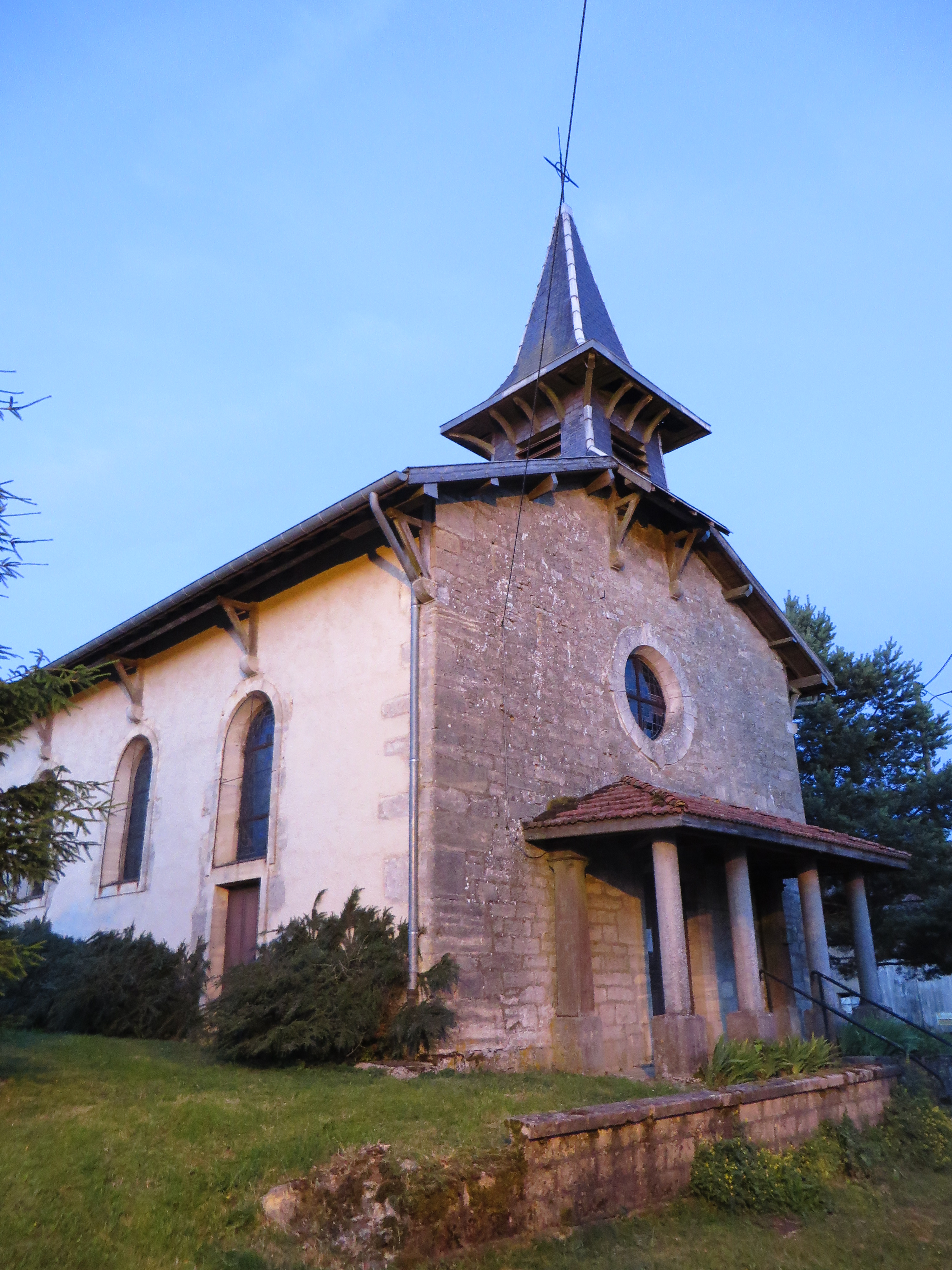
Église Saint-Firmin d'Haraumont.

- Église Saint-Barthélemy, construite en 1778 de Vilosnes
- Église Saint-Firmin, construite en 1771 de Haraumont
- Chapelle des Naufragés, reconstruite au XIXe siècle, cette chapelle est édifiée au bord de la Meuse car les courants entraînaient les corps des noyés à cet endroit. Le roi de Prusse Frédéric-Guillaume II de Prusse a pris un repas à l'intérieur de l'ancienne chapelle le 2 octobre 1792, alors qu'il ordonnait la destruction du pont de bois par le feu.

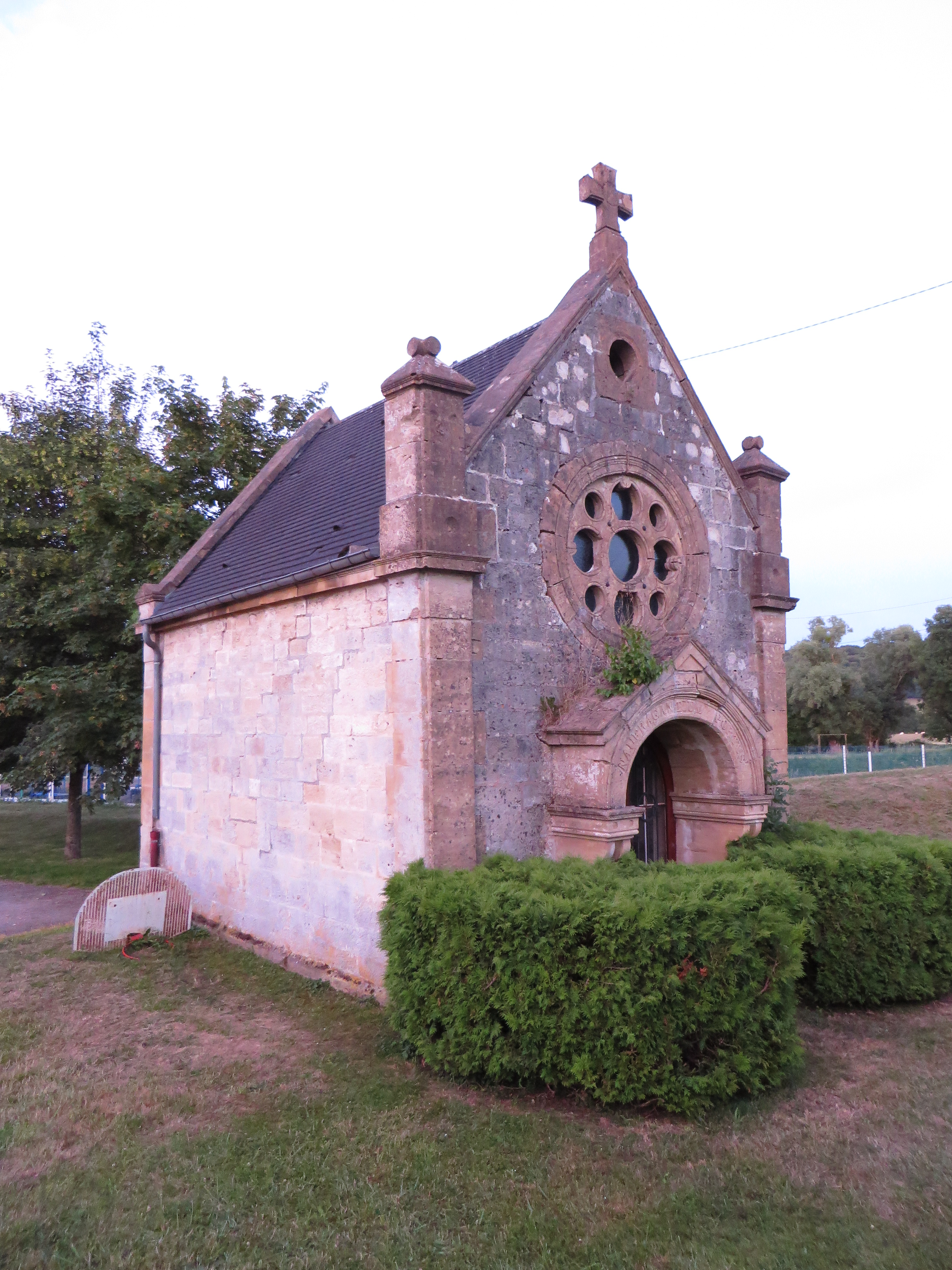
Chapelle des Naufragés de Vilosnes.

### Héraldique
| Blason de Vilosnes-Haraumont | Blason  | Divisé en chevron : au 1er de gueules chargé à dextre d'une feuille de figuier et à senestre d'une fleur de cornouiller, les deux d'or ; au 2d d'azur à une étoile à six rais anglée de six queues de comètes à trois pointes ployées et dextrogyres, le tout d'argent ; au chevron écimé d'or brochant sur la partition. Ornements extérieursCroix de guerre 1914-1918 |
| Blason de Vilosnes-Haraumont | Détails | - L’étoiles avec ses queues de comètes ployées illustre le moulin et l’usine hydroélectrique qui tournaient jadis sur la Meuse à Vilosnes. - La feuille de figuier fait allusion à saint Barthélemy auquel est vouée l’église de Vilosnes. Le rouge rappellent le martyre (écorché vif) de ce saint. - La fleur de cornouiller fait allusion à saint Firmin auquel est vouée l'église d’Haraumont. Firmin vient du latin firmus : « ferme durable (dans sa foi) ». - La partie horizontale du chevron écimé dessine le plateau du nord des côtes de Meuse sur lequel s’étend Haraumont. Création Robert A. Louis et Dominique Lacorde. Adoptée le 10 décembre 2020, M. Gérard Vaudois, étant maire. |